# Álvaro Ojeda
Pour les articles homonymes, voir Ojeda.
Álvaro Ojeda (Montevideo, 1958) est un écrivain, poète, romancier, conteur, critique et journaliste uruguayen. 

## Biographie
Né à Montevideo.
Son travail a été publié dans diverses revues littéraires en Argentine, la Colombie, l'Espagne, le Mexique, la Hongrie et la Pologne. Avec Silvia Guerra, il a effectué un échantillon de la poésie uruguayenne actuelle pour le magazine Ruptures à Montréal, Canada (1995).
En 2008 son roman Fascinación a été sélectionné comme l'un des dix finalistes du Prix ibero-américain Planeta-Casa de América de récit.

## Œuvres

### Poésie
- Ofrecidos al mago sueño (1987)
- En un brillo de olvido (1988)
- Alzheimer (1992)
- Los universos inútiles de Austen Henry Layard (1996)
- Substancias de Calcedonia (2002)
- Luz de cualquiera de los doce meses (2003)
- Cul-de-Sac (2004)
- Toda sombra me es grata (Montevideo, 2006)
- Aceptación de la tristeza (2011)

### Récit
- El hijo de la pluma (roman, Montevideo, 2004)
- La fascinación (roman, Montevideo, 2008)
- Máximo (roman, Montevideo, 2010)